# Brassemer des Malouines
Tachyeres brachypterus
Espèce
Statut de conservation UICN

 LC  : Préoccupation mineure

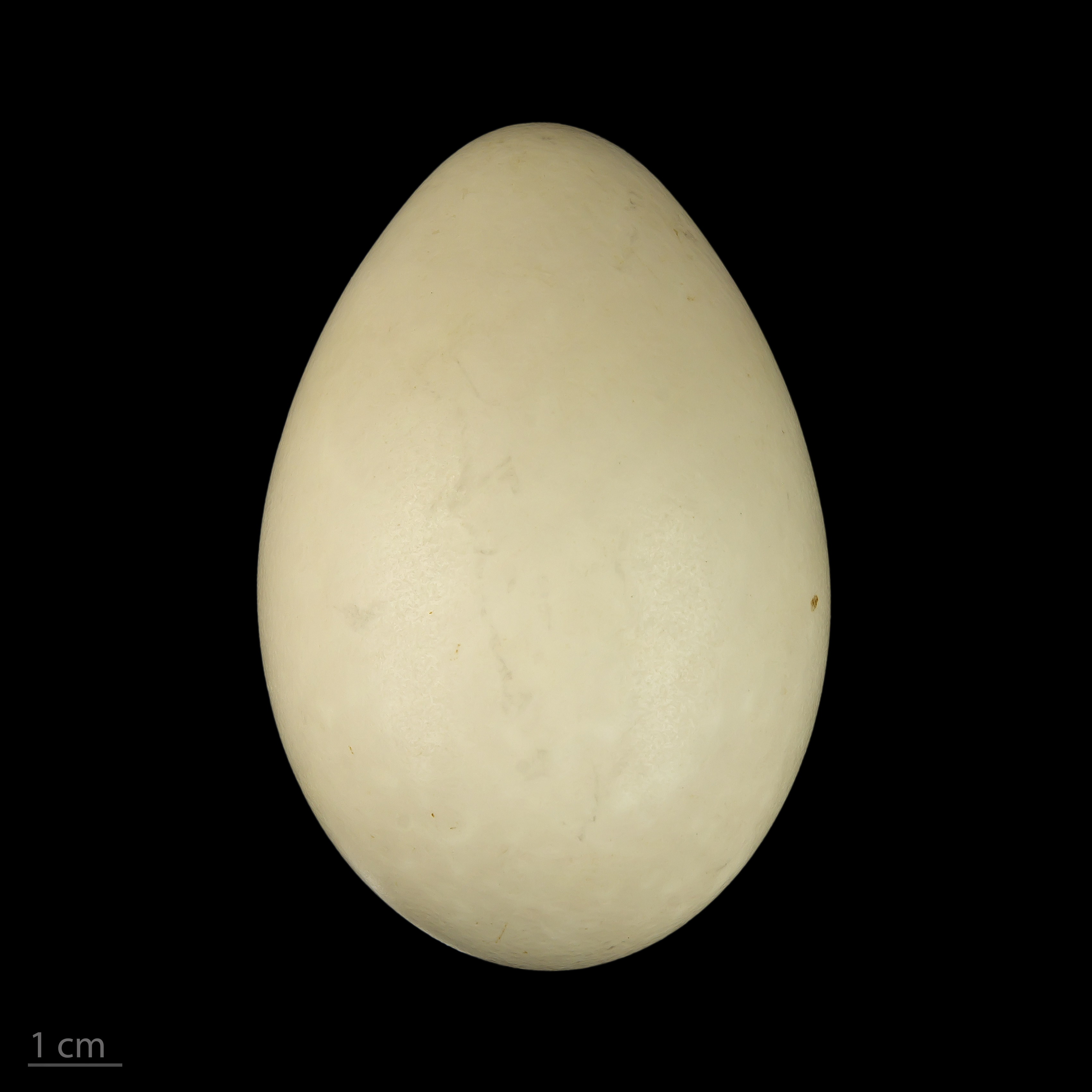
Œuf de Tachyeres brachypterus - Muséum de Toulouse

Le Brassemer des Malouines (Tachyeres brachypterus) est une espèce d'oiseaux appartenant à la famille des Anatidae.

## Description
Ce brassemer mesure entre 61 et 74 cm. Il ressemble beaucoup au Brassemer de Patagonie : il s'en distingue par son aspect plus massif, son inaptitude à voler sur de longues distances et un petit collier jaunâtre sur le devant du cou.

## Habitat
Il habite les îles Malouines où il fréquente les côtes rocheuses et les baies abritées.

## Biologie
Le Brassemer des Malouines vit en couple ou en familles et défend un territoire durant la période de nidification. Le nid est placé près du rivage, parfois dans un terrier de manchot.
Cet oiseau se nourrit surtout en eaux peu profondes, en plongeant dans les champs d'algues.

## Population
Cette espèce ne semble pas menacée, la population est comprise entre 27 000 et 48 000 individus.